# Sonia Manzano
Sonia Manzano (ur. 12 czerwca 1950 w Nowym Jorku) – amerykańska aktorka związana z Ulicą Sezamkową od 1971 do 2015 roku, także scenarzystka tejże produkcji oraz autorka książek dla dzieci. Piętnastokrotna laureatka nagrody Emmy.
W 2005 roku otrzymała honorowy tytuł na University of Notre Dame.

## Książki
- The Revolution of Evelyn Serrano[2]
- No Dogs Allowed! (2004)[4]
- A Box Full of Kitten (2007)[5]
- Becoming Maria (2015)[6]
- Miracle on 133rd Street (2015)[7]
- A World Together (2020)[8]
- Coming Up Cuban (2022)[9][10]